# Ligny-le-Châtel
Ligny-le-Châtel és un municipi francès, situat al departament del Yonne i a la regió de Borgonya - Franc Comtat. L'any 2007 tenia 1.314 habitants.

## Demografia

### Població
El 2007 la població de fet de Ligny-le-Châtel era de 1.314 persones. Hi havia 510 famílies, de les quals 156 eren unipersonals (60 homes vivint sols i 96 dones vivint soles), 147 parelles sense fills, 175 parelles amb fills i 32 famílies monoparentals amb fills.
La població ha evolucionat segons el següent gràfic:
Habitants censats

### Habitatges
El 2007 hi havia 610 habitatges, 511 eren l'habitatge principal de la família, 51 eren segones residències i 48 estaven desocupats. 535 eren cases i 70 eren apartaments. Dels 511 habitatges principals, 342 estaven ocupats pels seus propietaris, 146 estaven llogats i ocupats pels llogaters i 23 estaven cedits a títol gratuït; 9 tenien una cambra, 47 en tenien dues, 109 en tenien tres, 159 en tenien quatre i 187 en tenien cinc o més. 352 habitatges disposaven pel capbaix d'una plaça de pàrquing. A 228 habitatges hi havia un automòbil i a 213 n'hi havia dos o més.

### Piràmide de població
La piràmide de població per edats i sexe el 2009 era:
| Homes | Edats   | Dones |
| ----- | ------- | ----- |
| 0     | 95 o +  | 4     |
| 8     | 90 a 94 | 36    |
| 0     | 85 a 89 | 48    |
| 8     | 80 a 84 | 12    |
| 28    | 75 a 79 | 20    |
| 48    | 70 a 74 | 24    |
| 36    | 65 a 69 | 40    |
| 36    | 60 a 64 | 28    |
| 32    | 55 a 59 | 28    |
| 28    | 50 a 54 | 28    |
| 36    | 45 a 49 | 32    |
| 36    | 40 a 44 | 32    |
| 64    | 35 a 39 | 44    |
| 44    | 30 a 34 | 60    |
| 32    | 25 a 29 | 32    |
| 36    | 20 a 24 | 24    |
| 44    | 15 a 19 | 24    |
| 36    | 10 a 14 | 60    |
| 60    | 5 a 9   | 48    |
| 32    | 0 a 4   | 32    |

## Economia
El 2007 la població en edat de treballar era de 776 persones, 593 eren actives i 183 eren inactives. De les 593 persones actives 526 estaven ocupades (282 homes i 244 dones) i 67 estaven aturades (28 homes i 39 dones). De les 183 persones inactives 61 estaven jubilades, 60 estaven estudiant i 62 estaven classificades com a «altres inactius».

### Ingressos
El 2009 a Ligny-le-Châtel hi havia 528 unitats fiscals que integraven 1.243,5 persones, la mediana anual d'ingressos fiscals per persona era de 18.941 €.

### Activitats econòmiques
Dels 57 establiments que hi havia el 2007, 1 era d'una empresa alimentària, 1 d'una empresa de fabricació de material elèctric, 2 d'empreses de fabricació d'altres productes industrials, 8 d'empreses de construcció, 16 d'empreses de comerç i reparació d'automòbils, 3 d'empreses de transport, 7 d'empreses d'hostatgeria i restauració, 2 d'empreses financeres, 7 d'empreses de serveis, 6 d'entitats de l'administració pública i 4 d'empreses classificades com a «altres activitats de serveis».
Dels 20 establiments de servei als particulars que hi havia el 2009, 1 era una gendarmeria, 1 oficina de correu, 2 oficines bancàries, 3 tallers de reparació d'automòbils i de material agrícola, 1 paleta, 1 guixaire pintor, 1 lampisteria, 2 electricistes, 1 empresa de construcció, 2 perruqueries, 4 restaurants i 1 saló de bellesa.
Dels 4 establiments comercials que hi havia el 2009, 2 eren supermercats, 1 una botiga de més de 120 m² i 1 una botiga de menys de 120 m².
L'any 2000 a Ligny-le-Châtel hi havia 15 explotacions agrícoles que ocupaven un total de 1.308 hectàrees.

## Equipaments sanitaris i escolars
L'únic equipament sanitari que hi havia el 2009 era una farmàcia.
El 2009 hi havia 1 escola maternal integrada dins d'un grup escolar amb les comunes properes formant una escola dispersa i 1 escola elemental integrada dins d'un grup escolar amb les comunes properes formant una escola dispersa.

## Poblacions més properes
El següent diagrama mostra les poblacions més properes.